# FC Mosta
Der Mosta FC ist ein maltesischer Fußballverein aus der Gemeinde Mosta. Seit seiner Gründung 1935 stieg er fünf Mal in die höchste maltesischen Spielklasse, die Maltese Premier League (1974/75, 1987/88, 2002/03, 2005/06 und 2010/11) auf.
In der Saison 2020/21 konnte man sich dann erstmals in der Vereinsgeschichte für einen europäischen Wettbewerb qualifizieren. Dort traf man in der 1. Qualifikationsrunde der UEFA Europa Conference League auf Spartak Trnava aus der Slowakei und schied nur knapp aus.

## Europapokalbilanz
| Saison  | Wettbewerb                    | Runde                  | Gegner         | Gesamt | Hin     | Rück    |
| ------- | ----------------------------- | ---------------------- | -------------- | ------ | ------- | ------- |
| 2021/22 | UEFA Europa Conference League | 1. Qualifikationsrunde | Spartak Trnava | 3:4    | 3:2 (H) | 0:2 (A) |

Gesamtbilanz: 2 Spiele, 1 Sieg, 1 Niederlage, 3:4 Tore (Tordifferenz −1)